# Pozzillo (Acireale)
Pozzillo is een plaats (frazione) in de Italiaanse gemeente Acireale.